# 1921년 전국체육대회 폐막식
1921년 전국체육대회 폐막식은 일제강점기 조선 경기도 경성부에서 개최된 1921년 전국체육대회의 폐막식이다. 1921년 10월 17일, 1921년 11월 3일에  보성고등보통학교 운동장, 용산철도국 운동장에서 진행되었다. 1921년 전국체육대회는 종목별 대회가 별도로 개최되었기 때문에 폐막식은 각 종목별로 따로 진행되었다.

## 폐막식

### 축구
1921년 2월 13일에 진행될 예정인 축구 종목 결승 경기 종료 이후 폐막 행사가 진행될 예정이었지만, 결승 경기를 앞두고 분규가 발생하여 대회가 중단되어 폐막식이 진행되지 못했다.

### 정구
1921년 10월 17일에 진행된 정구 중학부 남자 단체 결승 경기가 종료된 후, 정구 청년부 남자 단체에서 우승한 금강구락부 정구단과 정구 중학부 남자 단체에서 우승한 송도고등보통학교 정구단에 대한 시상식이 진행되었다. 조선체육회 회장 고원훈의 기념사가 진행된 후, 금강구락부 정구단의 김원태 선수와 송도고등보통학교 정구단의 한맹석 선수에게 각각 우승기를 수여했다. 그 후 대회 후원사 동아일보 사장인 송진우의 축사가 진행된 후 정구 중학부 남자 단체 종목에서 우스한 송도고등보통학교 정구단에게 동아일보에서 특별 제작한 우승기를 수여했다. 이어서 휘문고등보통학교 총장인 민영휘의 기증으로 우승한 선수에게 만년필을 부상으로 수여했다.

### 야구
야구 종목 폐막식은 1921년 11월 4일에 야구 중학부 남자 결승 경기가 종료된 후에 진행될 예정이었다. 전날 야구 청년부 결승 경기에서 전경신 야구단 측이 문제를 제기했던 심판의 보크 판정을 이유로 중학부 결승 경기 심판 교체를 요구했으나, 결승 경기 당일 심판 교체 요구가 받아들여지지 않자 경신학교 야구단은 기권을 선언하며 퇴장하면서 결승 경기가 열리지 못했다. 1921년 11월 4일 14시 30분경 경신학교 야구단 측이 퇴장하면서 기권패가 선언되었고, 야구 청년부 남자 종목에서 우승한 반도청년구락부 야구단과 야구 중학부 남자 종목에서 우승한 휘문고등보통학교 야구단에 각각 우승기를 수여했다.

## 참고 문헌
- “대한체육회 국내종합경기대회”. 대한체육회.
- “제2회 전국체육대회”. 대한체육회.
- 《대한체육회 50년》. 대한체육회. 1970. 2020년 11월 8일에 원본 문서에서 보존된 문서. 2022년 11월 5일에 확인함.
- 《대한체육회 70년사》. 대한체육회. 1990. 2020년 11월 8일에 원본 문서에서 보존된 문서. 2022년 11월 5일에 확인함.
- 《대한체육회 90년사》. 대한체육회. 2011. 2020년 11월 8일에 원본 문서에서 보존된 문서. 2022년 11월 5일에 확인함.
- 대한체육회 100주년 기념사업부 (2020). 《대한민국 체육 100년》. 대한체육회. 2023년 9월 21일에 원본 문서에서 보존된 문서. 2024년 6월 8일에 확인함.

## 같이 보기
- 1921년 전국체육대회
- 1921년 전국체육대회 개막식